# Pfaumoos, Niggelmoos und Bei der Schleife
Das Gebiet Pfaumoos, Niggelmoos und Bei der Schleife ist ein mit der Verordnung vom 28. Dezember 1984 des Regierungspräsidiums Tübingen ausgewiesenes Naturschutzgebiet (NSG-Nummer 4.121) im Gebiet der Gemeinden Bodnegg und Waldburg im Landkreis Ravensburg in Baden-Württemberg, Deutschland.

## Lage und Beschreibung
Das etwa 37 Hektar große, aus fünf nicht zusammenhängenden Flächen bestehende Naturschutzgebiet Pfaumoos, Niggelmoos und Bei der Schleife gehört zum Naturraum Westallgäuer Hügelland. Es liegt etwa 2,6 Kilometer nordöstlich der Bodnegger und 3,3 Kilometer südöstlich der Waldburger Ortsmitte auf einer Höhe von 601 bis 660 m ü. NN. In seiner Gesamtheit ist das Gebiet der Lebensraum vieler Lebensgemeinschaften, die eng an Hangquellmoore, Quellbäche sowie an Kalksinterquellen gebunden sind.

## Schutzzweck
Der wesentliche Schutzzweck liegt in der Erhaltung von noch nährstoffarmen hochwertigen Quellmooren mit ihrer bedrohten Flora und Fauna.

## Flora und Fauna

### Flora
Aus der schützenswerten Flora sind folgende Pflanzenarten (Auswahl) zu nennen:
- Berberitzengewächse
  - Berberitze (Berberis vulgaris), auch Sauerdorn, Essigbeere oder Echte Berberitze genannt
- Birkengewächse
  - Hänge-Birke (Betula pendula), auch Sand-, Weiß- oder Warzenbirke genannt
  - Schwarz-Erle (Alnus glutinosa)
- Buchengewächse
  - Stieleiche (Quercus robur)
- Doldenblütler
  - Behaarter Kälberkropf (Chaerophyllum hirsutum)
- Enziangewächse
  - Schwalbenwurz-Enzian (Gentiana asclepiadea)
- Hahnenfußgewächse
  - Schwarzviolette Akelei (Aquilegia atrata)
  - Wald-Hahnenfuß (Ranunculus nemorosus)
- Heidekrautgewächse
  - Besenheide (Calluna vulgaris), auch Heidekraut genannt
- Kardengewächse
  - Wald-Witwenblume (Knautia sylvatica), auch Wald-Knautie
- Korbblütler
  - Niedrige Schwarzwurzel (Scorzonera humilis)
  - Weidenblättriger Alant oder Weiden-Alant (Inula salicina)
- Lippenblütler
  - Breitblättriger Thymian (Thymus pulegioides), auch Gemeiner-, Quendel-, Arznei- oder Feld-Thymian genannt
- Orchideen
  - Breitblättriges Knabenkraut (Dactylorhiza majalis), auch Breitblättrige Fingerwurz genannt
  - Breitblättrige Stendelwurz (Epipactis helleborine)
  - Fleischfarbenes Knabenkraut oder Fleischrotes Knabenkraut (Dactylorhiza incarnata), seltener auch Steifblättriges Knabenkraut genannt
  - Mücken-Händelwurz (Gymnadenia conopsea), auch Langsporn-, Fliegen- oder Große Händelwurz genannt
  - Sumpf-Glanzkraut (Liparis loeselii), auch Torf-Glanzkraut oder Glanzstendel
  - Sumpf-Stendelwurz (Epipactis palustris), auch als Weiße Sumpfwurz, Echte Sumpfwurz oder Sumpf-Sitter bekannt
  - Wohlriechende Händelwurz (Gymnadenia odoratissima)
- Primelgewächse
  - Hohe Schlüsselblume (Primula elatior)
- Rötegewächse
  - Nordisches Labkraut (Galium boreale)
- Rosengewächse
  - Rotblatt-Rose (Rosa glauca)
- Sauergrasgewächse
  - Gelbliches Zyperngras (Cyperus flavescens)
- Seidelbastgewächse
  - Echter Seidelbast (Daphne mezereum), auch Gewöhnlicher Seidelbast oder Kellerhals genannt
- Sonnentaugewächse
  - Langblättriger Sonnentau oder Englischer Sonnentau (Drosera anglica)
  - Rundblättriger Sonnentau (Drosera rotundifolia), auch Himmelstau, Herrgottslöffel, Himmelslöffelkraut, Spölkrut oder Widdertod genannt
- Wasserschlauchgewächse
  - Alpen-Fettkraut (Pinguicula alpina)
  - Gemeines Fettkraut, auch Blaues-, Gewöhnliches- oder Kiwitzfettkraut (Pinguicula vulgaris)
- Weidengewächse
  - Lavendel-Weide oder Grau-Weide (Salix eleagnos)

### Fauna
Auf den kalkhaltigen, durchsonnten Kleingewässern mit niedriger, randlicher Vegetation kommen auch zwei bundesweit vom Aussterben bedrohte Libellenarten vor:
- Helm-Azurjungfer (Coenagrion mercuriale)
- Kleiner Blaupfeil (Orthetrum coerulescens)

Aus der schützenswerten Fauna sind außerdem folgende Spezies (Auswahl) zu nennen:
- Zweigestreifte Quelljungfer (Cordulegaster boltoni)
- Erlen-Sichelflügler (Drepane curvatula)
- Großer Fuchs (Nymphalis polychloros)

An Vögeln wurden Dorngrasmücke, Fitis, Neuntöter, Raubwürger und Sumpfrohrsänger beobachtet.